# Софронитис
Софронитис (лат. Sophronitis) — род многолетних эпифитных и литофитных травянистых растений семейства Орхидные.
По данным Королевских ботанических садов в Кью, в 2008 году все виды Sophronitis отнесены к роду Cattleya.
Аббревиатура родового названия — S.
Распространены в сухих и влажных лесах на востоке Бразилии, Парагвая и Восточной Аргентины. В настоящее время насчитывает около 65 видов за счет включения в род Sophronitis всех бывших бразильских Лелий.
Многие представители рода и гибриды с их участием популярны в комнатном и оранжерейном цветоводстве, а также широко представлены в ботанических садах.

## Синонимы
- Lophoglottis Raf.
- Sophronia Lindl.

## Этимологияи история описания
Род Sophronitis описан Джоном Линдли в 1828 году. Название является уменьшительным от «Sophronia» — родового названия другой южноамериканской орхидеи, которое в свою очередь происходит от Sophron (греч.) — скромный.
Род описан по экземплярам Sophronitis cernua, собранным Уильямом Харрисоном на деревьях в районе Botafogo, в Рио-де-Жанейро.

## Биологическое описание
Симподиальные растения от миниатюрных до средних размеров. 

Цветки разнообразной окраски, желтые, розовые, фиолетовые, пурпурные, оранжевые или красные.

## Виды

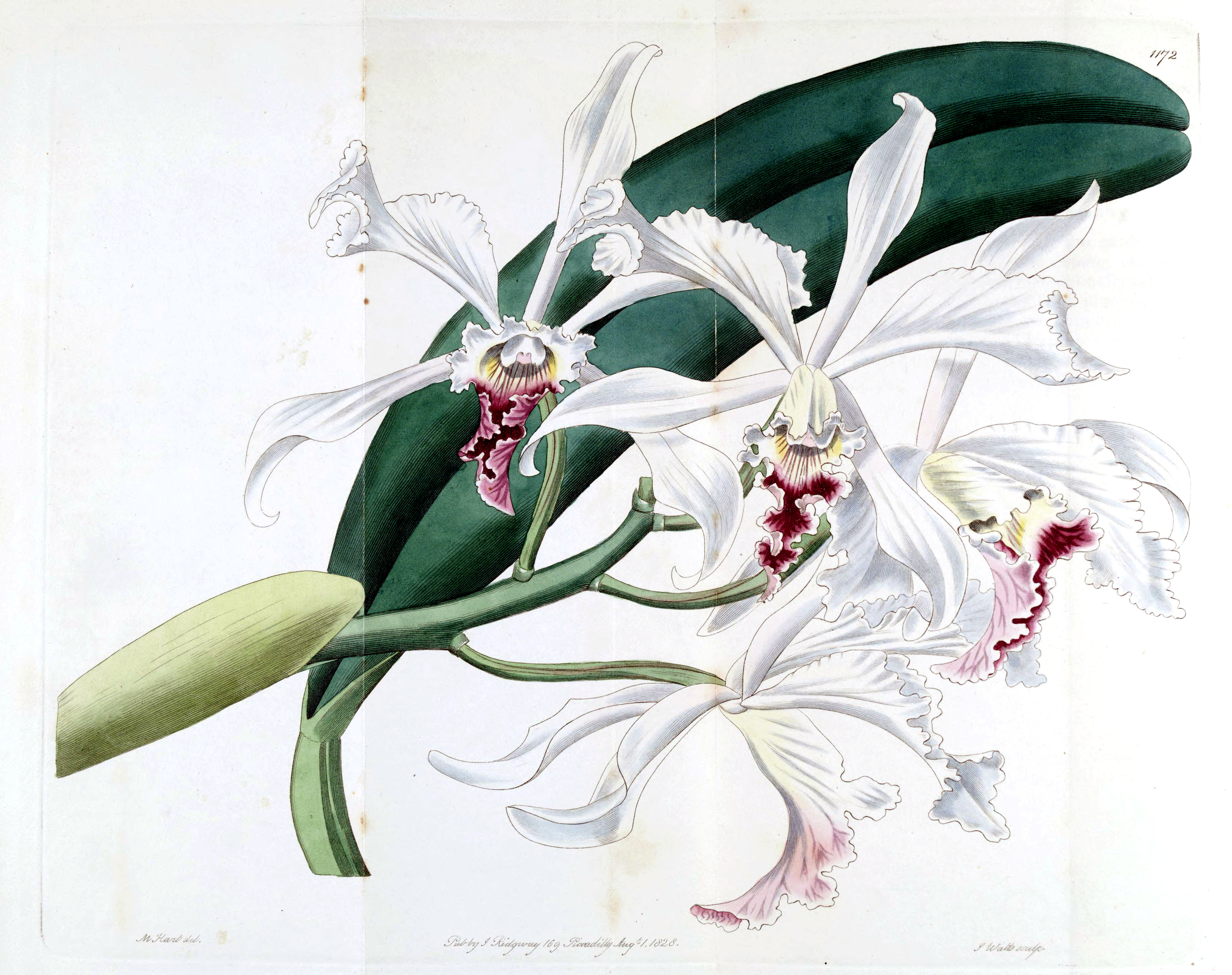
Sophronitis crispa

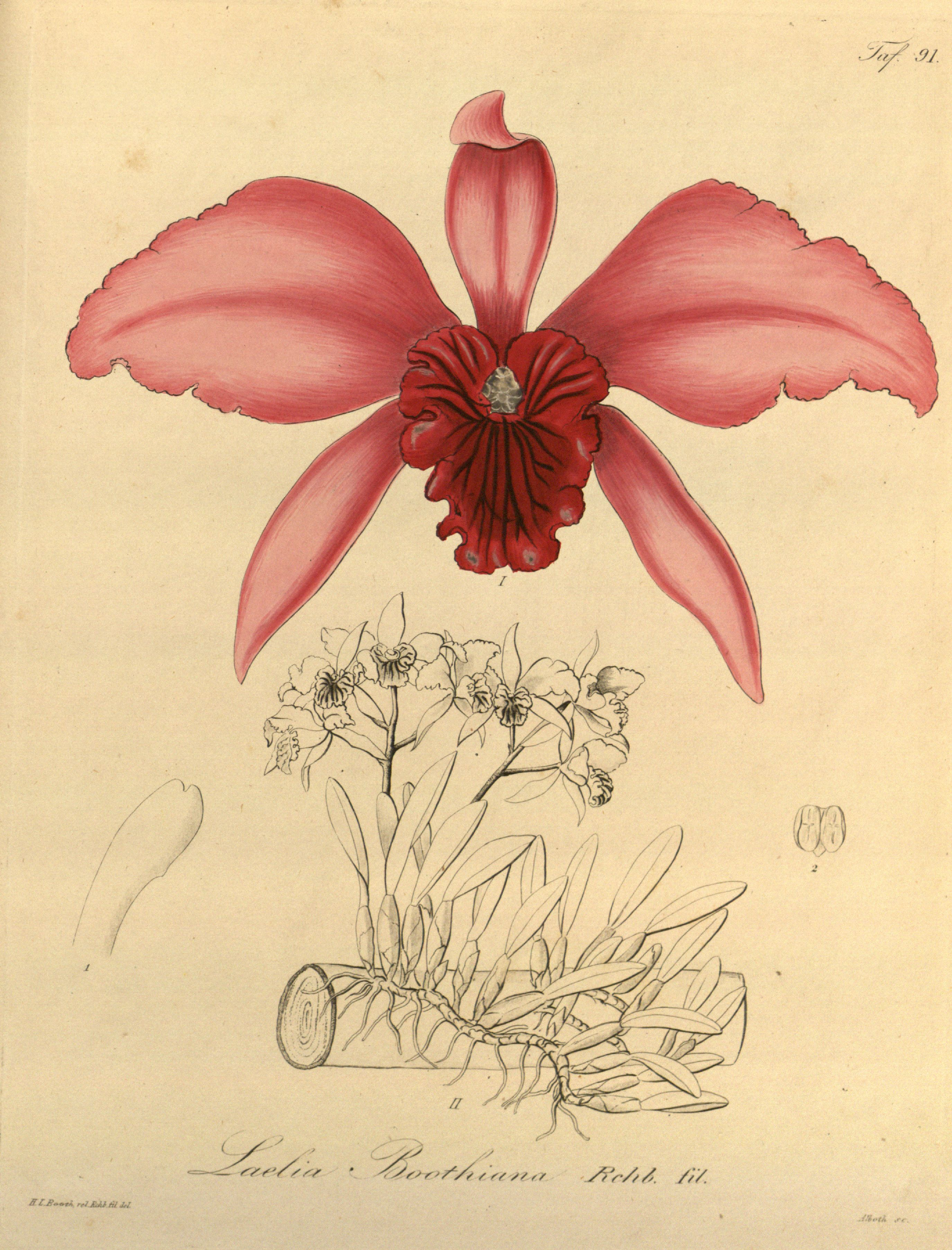
Sophronitis lobata

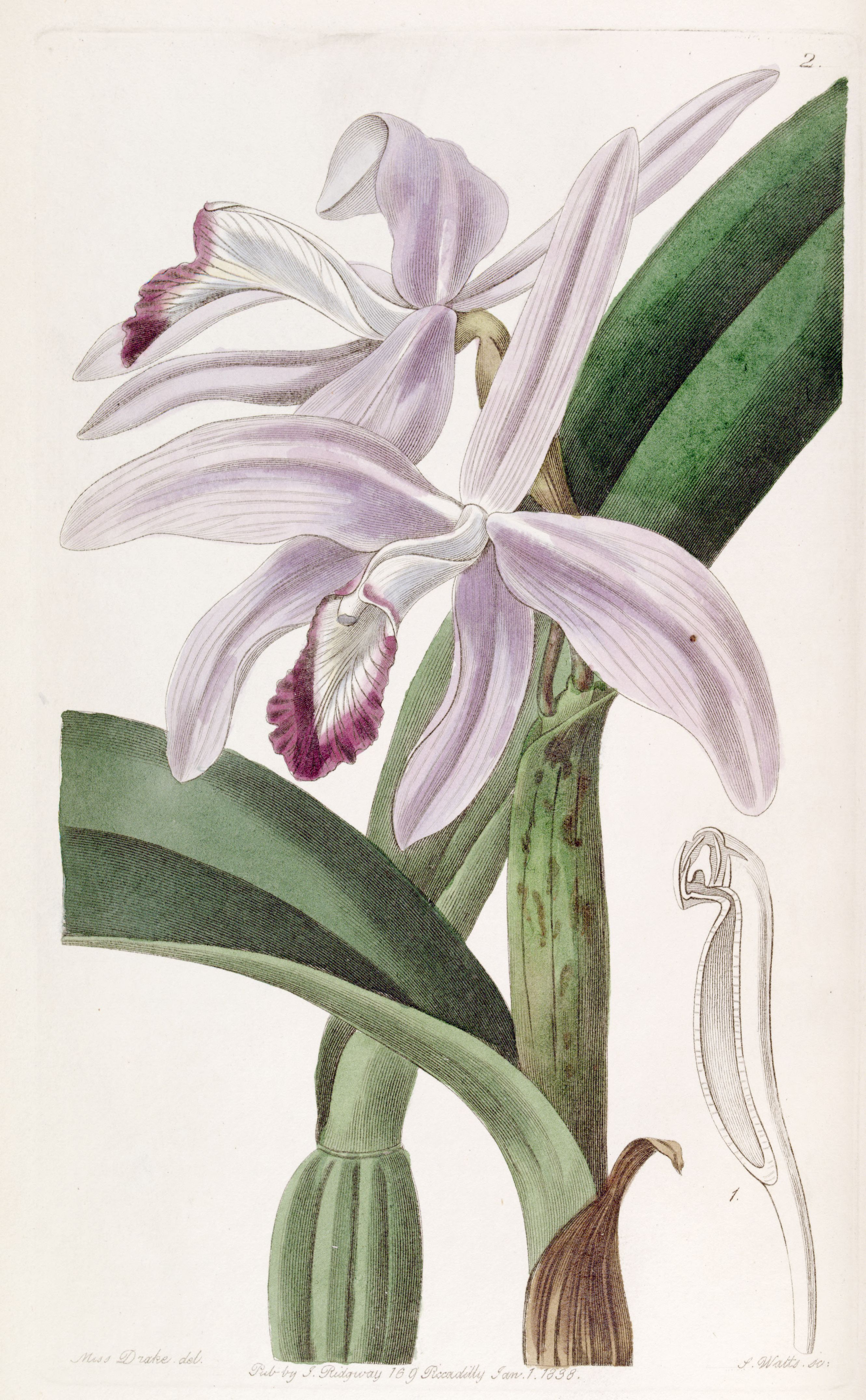
Sophronitis perrinii

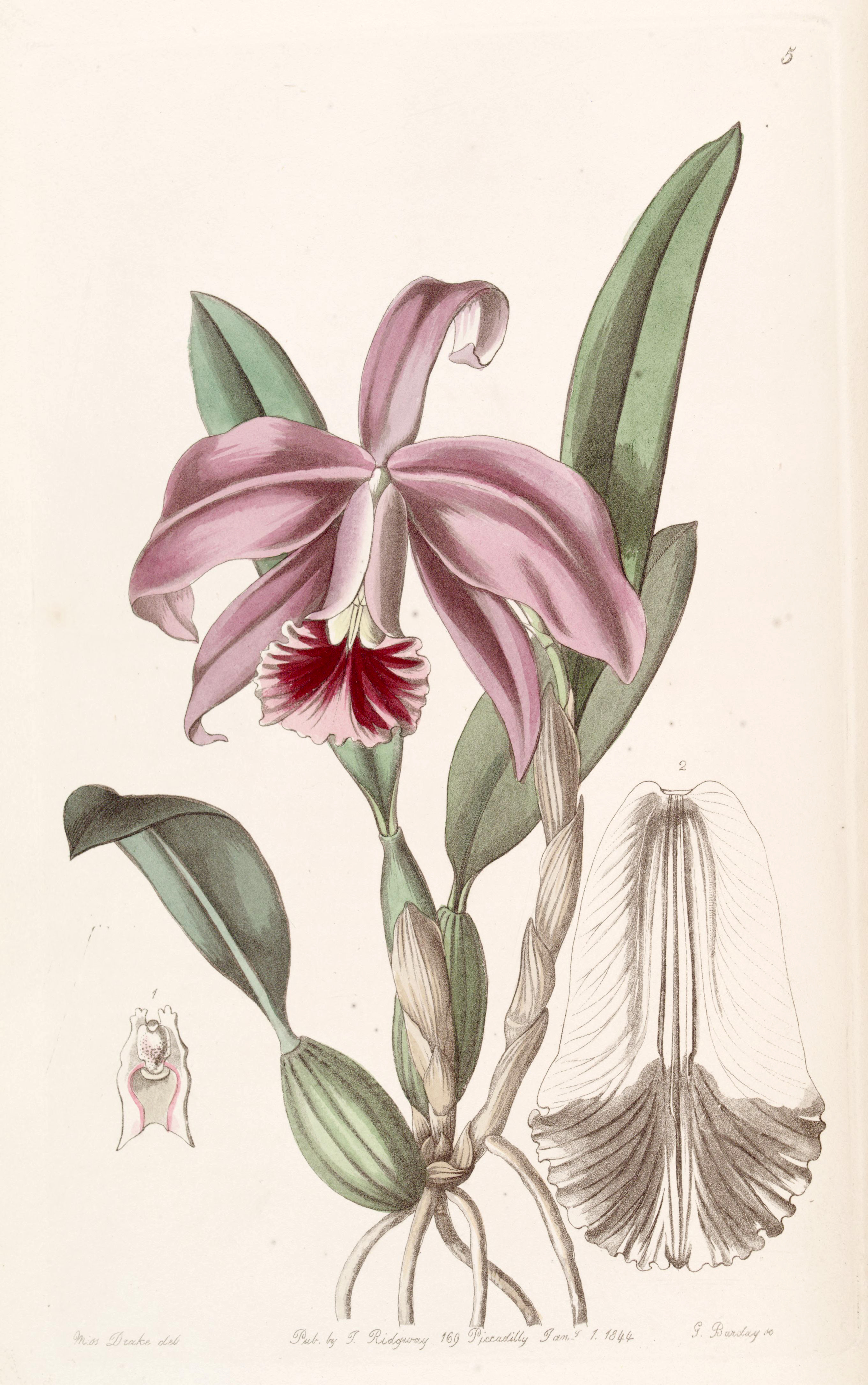
Sophronitis pumila

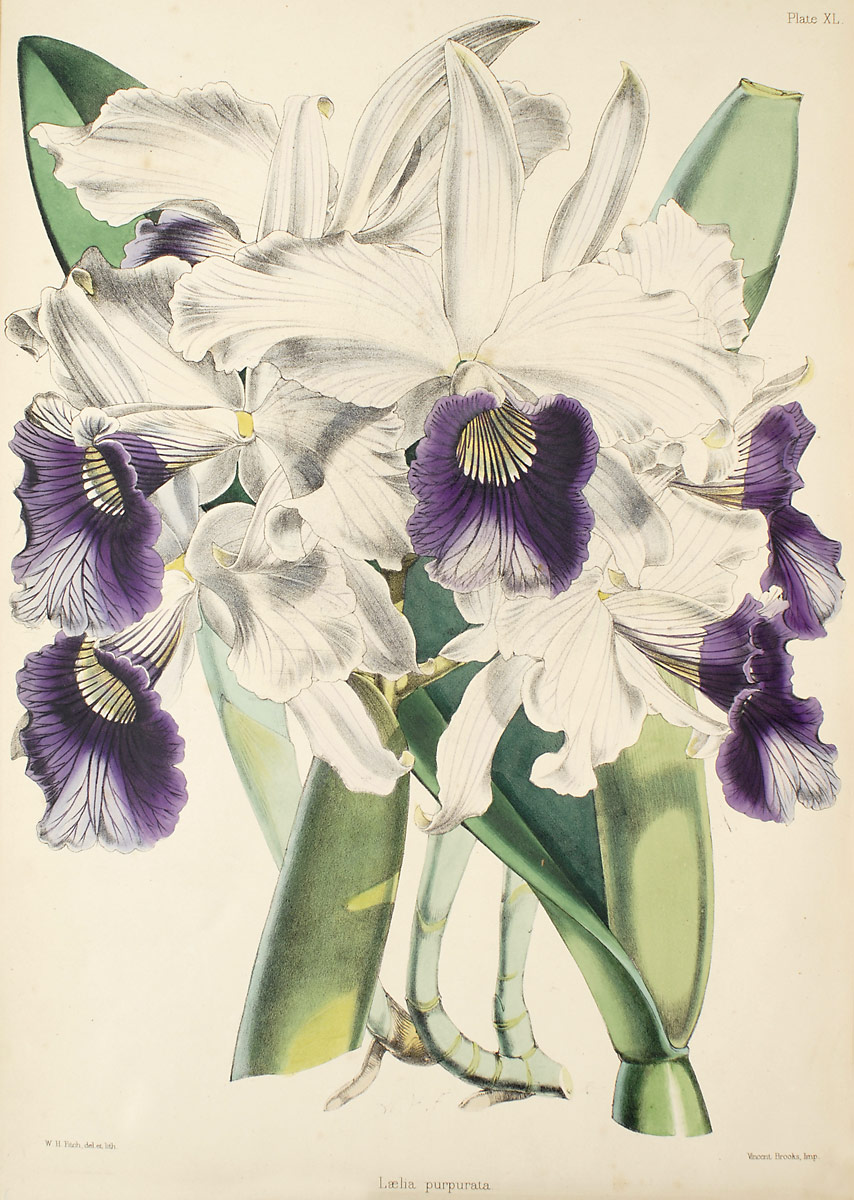
Sophronitis purpurata

Новая классификация рода создана в 2000 году. Систематика рода не устоявшаяся. Виды (включая устаревшие названия) приводятся по Checklist Королевских ботанических садов в Кью, по данным на ноябрь 2009 года. В 2010 году все виды Sophronitis отнесены к роду Cattleya.
- Sophronitis acuensis Fowlie, 1975
- Sophronitis alagoensis V.P.Castro & Chiron 2003
- Sophronitis alaorii (Brieger & Bicalho) Van den Berg & M.W.Chase 2000
- Sophronitis alvaroana (F.E.L.Miranda) Van den Berg & M.W.Chase 2000
- Sophronitis angereri (Pabst) Van den Berg & M.W.Chase, 2000
- Sophronitis australis Cogn. in Mart. 1902
- Sophronitis bahiensis (Schltr.) Van den Berg & M.W.Chase 2000
- Sophronitis bicolor F.E.L.Miranda, 1991
- Sophronitis blumenscheinii (Pabst) Van den Berg & M.W.Chase, 2000
- Sophronitis bradei (Pabst) Van den Berg & M.W.Chase, 2000
- Sophronitis brevicaulis (H.G.Jones) Van den Berg & M.W.Chase, 2000
- Sophronitis brevipedunculata (Cogn.) Fowlie, 1972
- Sophronitis briegeri (Blumensch. ex Pabst) Van den Berg & M.W.Chase, 2000
- Sophronitis caetensis (Pabst) Van den Berg & M.W.Chase, 2000
- Sophronitis cardimii (Pabst & A.F.Mello) Campacci, 2005
- Sophronitis caulescens (Lindl.) Van den Berg & M.W.Chase, 2000
- Sophronitis cernua Lindl., 1828
- Sophronitis cinnabarina (Bateman ex Lindl.) Van den Berg & M.W.Chase, 2000
- Sophronitis coccinea (Lindl.) Rchb.f. in W.G.Walpers, 1862
- Sophronitis colnagoi (Chiron & V.P.Castro) Campacci, 2005
- Sophronitis conceicionensis (V.P.Castro & Campacci) Van den Berg & M.W.Chase, 2004
- Sophronitis crispa (Lindl.) Van den Berg & M.W.Chase, 2000
- Sophronitis crispata (Thunb.) Van den Berg & M.W.Chase, 2000
- Sophronitis dayana (Rchb.f.) Van den Berg & M.W.Chase, 2000
- Sophronitis duveenii (Fowlie) Van den Berg & M.W.Chase, 2000
- Sophronitis endsfeldzii (Pabst) Van den Berg & M.W.Chase, 2000
- Sophronitis esalqueana (Blumensch. ex Pabst) Van den Berg & M.W.Chase, 2000
- Sophronitis fidelensis (Pabst) Van den Berg & M.W.Chase, 2000
- Sophronitis flavasulina (F.E.L.Miranda & K.G.Lacerda) Van den Berg & M.W.Chase, 2004
- Sophronitis fournieri (Cogn.) Van den Berg & M.W.Chase, 2000
- Sophronitis ghillanyi (Pabst) Van den Berg & M.W.Chase, 2000
- Sophronitis gloedeniana (Hoehne) Van den Berg & M.W.Chase, 2000
- Sophronitis gracilis (Pabst) Van den Berg & M.W.Chase, 2000
- Sophronitis grandiflora Lindl., 1838
- Sophronitis grandis (Lindl.) Van den Berg & M.W.Chase, 2000
- Sophronitis harpophylla (Rchb.f.) Van den Berg & M.W.Chase, 2000
- Sophronitis hispidula (Pabst & A.F.Mello) Van den Berg & M.W.Chase, 2000
- Sophronitis hoffmannseggii Rchb. ex Hoffmanns., 1842
- Sophronitis isopetala Hoffmanns., 1842
- Sophronitis itambana (Pabst) Van den Berg & M.W.Chase, 2000
- Sophronitis jongheana (Rchb.f.) Van den Berg & M.W.Chase, 2000
- Sophronitis kautskyana (V.P.Castro & Chiron) Baptista, 2005
- Sophronitis kautskyi (Pabst) Van den Berg & M.W.Chase, 2000
- Sophronitis kettieana (Pabst) Van den Berg & M.W.Chase, 2000
- Sophronitis liliputana (Pabst) Van den Berg & M.W.Chase, 2000
- Sophronitis lobata (Lindl.) Van den Berg & M.W.Chase, 2000
- Sophronitis longipes (Rchb.f.) Van den Berg & M.W.Chase, 2000
- Sophronitis lundii (Rchb.f. & Warm.) Van den Berg & M.W.Chase, 2000
- Sophronitis macrobulbosa (Pabst) Van den Berg & M.W.Chase, 2000
- Sophronitis mantiqueirae (Fowlie) Fowlie, 1972
- Sophronitis marcaliana (Campacci & Chiron) Van den Berg & M.W.Chase, 2004
- Sophronitis militaris Rchb.f. in W.G.Walpers, 1862
- Sophronitis milleri (Blumensch. ex Pabst) Van den Berg & M.W.Chase, 2000
- Sophronitis mirandae Van den Berg & M.W.Chase, 2000
- Sophronitis mixta (Hoehne) Van den Berg & M.W.Chase, 2000
- Sophronitis modesta Lindl., 1828
- Sophronitis munchowiana (F.E.L.Miranda) Van den Berg & M.W.Chase, 2000
- Sophronitis neomirandae Baptista, 2005
- Sophronitis nutans Hoffmanns., 1842
- Sophronitis pabstii (F.E.L.Miranda & K.G.Lacerda) Van den Berg & M.W.Chase, 2004
- Sophronitis pendula (Mota, P.L.Viana & K.G.Lacerda) Van den Berg & M.W.Chase, 2004
- Sophronitis perrinii (Lindl.) Van den Berg & M.W.Chase, 2000
- Sophronitis pfisteri (Pabst & Senghas) Van den Berg & M.W.Chase, 2000
- Sophronitis praestans (Rchb.f.) Van den Berg & M.W.Chase, 2000
- Sophronitis presidentensis (Campacci) Campacci, 2005
- Sophronitis pterocarpa Lindl. & Paxton, 1853
- Sophronitis pumila (Hook.) Van den Berg & M.W.Chase, 2000
- Sophronitis purpurata (Lindl. & Paxton) Van den Berg & M.W.Chase, 2000
- Sophronitis purpurea Rchb.f., 1878
- Sophronitis pygmaea (Pabst) Withner, 1993
- Sophronitis reginae (Pabst) Van den Berg & M.W.Chase, 2000
- Sophronitis rosea Gostling, 1884
- Sophronitis rossiteriana Barb.Rodr., 1877
- Sophronitis rupestris (Barb.Rodr.) Cogn. 1902
- Sophronitis sanguiloba (Withner) Van den Berg & M.W.Chase, 2000
- Sophronitis sincorana (Schltr.) Van den Berg & M.W.Chase, 2000
- Sophronitis tenebrosa (Rolfe) Van den Berg & M.W.Chase, 2000
- Sophronitis tereticaulis (Hoehne) Van den Berg & M.W.Chase, 2000
- Sophronitis verboonenii (F.E.L.Miranda) Van den Berg & M.W.Chase, 2000
- Sophronitis violacea Lindl., 1840
- Sophronitis virens (Lindl.) Van den Berg & M.W.Chase, 2000
- Sophronitis wittigiana Barb.Rodr., 1878
- Sophronitis xanthina (Lindl.) Van den Berg & M.W.Chase, 2000

## Естественные гибриды
- Sophronitis × carassana (S. lucasiana × S. mantiqueira) (Brazil)
- Sophronitis × cipoensis (S. crispata × S. ghillanyi) (Brazil — Minas Gerais).
- Sophronitis × espirito-santensis (S. pumila × S. xanthina) (SE. Brazil)
- Sophronitis × feldmanniana (F.E.L.Miranda & K.G.Lacerda) Van den Berg & M.W.Chase 2005
- Sophronitis × gerhard-santosii (S. harpophylla × S. kautskyana) (SE. Brazil).
- Sophronitis × lilacina (S. crispa × S. perrinii) (SE. Brazil).
- Sophronitis × mucugense (S. bahiensis × S. pfisteri) (Brazil — Bahia).
- Sophronitis × raganii (F.E.L.Miranda & K.G.Lacerda) Van den Berg & M.W.Chase 2005
- Sophronitis × wyattiana (S. crispa × S. lobata) (SE. Brazil)
- Sophronitis × zaslawskii (S. harpophylla × S. praestans) (SE. Brazil)

## Охрана исчезающих видов

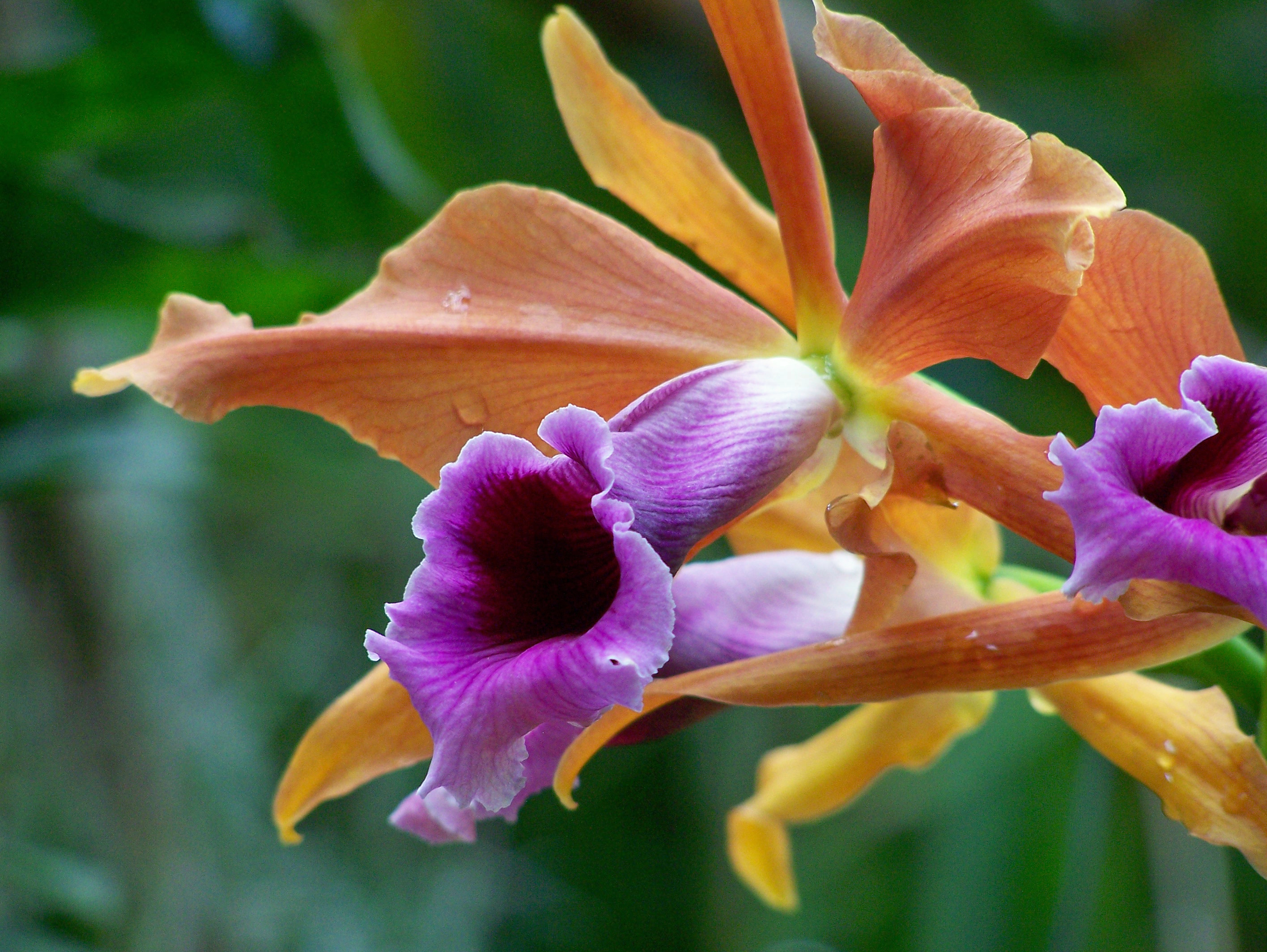
Sophronitis tenebrosa

Все виды рода Софронитис входят в Приложение II Конвенции CITES. Цель Конвенции состоит в том, чтобы гарантировать, что международная торговля дикими животными и растениями не создаёт угрозы их выживанию. 
Приложение включает все виды, которые в данное время хотя и не обязательно находятся под угрозой исчезновения, но могут оказаться под такой угрозой, если торговля образцами таких видов не будет строго регулироваться в целях недопущения такого использования, которое несовместимо с их выживанием; а также другие виды, которые должны подлежать регулированию для того, чтобы над торговлей образцами некоторых видов из первого списка мог быть установлен эффективный контроль.

## В культуре
Температурная группа — от холодной до теплой в зависимости от экологии вида.. 
Для многих видов особое значение имеет значительный суточный перепад температур. В период активной вегетации требуют обильного полива. После окончания периода роста, когда псевдобульбы текущего года вегетации полностью сформировались, полив значительно ограничивают, растения содержат в хорошо освещенном, для многих видов прохладном (10-15 °C.) месте.
Посадка на блок, в пластиковые или керамические горшки, корзинки для эпифитов. Большинство видов не переносят застоя влаги в корнеобитаемой зоне.
Относительная влажность воздуха 60-90 %.
Все представители рода предпочитают хорошее освещение, но для того, чтобы растения проявили свой полный сектор окраски цветков, им требуется небольшое количество прямого солнечного света. Иначе такие виды, как Sophronitis coccinea, Sophronitis pygmaea, Sophronitis mantiqueirae и др, без полноценного освещения не дают той окраски цветков, свойственных данным видам.
Отдельные представители рода широко используются в гибридизации.

## Известные межродовыегибриды(грексы) с участием Софронитис
- Rhynchosophrocattleya Ports of Paradise
- Sophrolaeliocattleya Hsin Buu Lady